# Barbarea taiwaniana
Barbarea taiwaniana är en korsblommig växtart som beskrevs av Jisaburo Ohwi. Barbarea taiwaniana ingår i släktet gyllnar, och familjen korsblommiga växter. Inga underarter finns listade i Catalogue of Life.